# Das Leben, das du wolltest
Das Leben, das du wolltest (Originaltitel: La vita che volevi)  ist eine italienische Miniserie, die 2024 auf Netflix veröffentlicht wurde.

## Inhalt
Gloria lebt nach ihrer geschlechtsangleichenden Operation glücklich in Lecce, wo sie eine kleine Reiseagentur betreibt und eine Beziehung mit Ernesto führt. Ihre Ruhe wird gestört, als ihre ehemalige beste Freundin Marina plötzlich auftaucht. Marina ist hochschwanger und hat bereits zwei Kinder, darunter den 14-jährigen Andrea, der vor Glorias Transition gezeugt wurde. Diese Enthüllung zwingt Gloria, sich mit ihrer Vergangenheit auseinanderzusetzen und stellt ihre aktuelle Lebenssituation in Frage.

## Besetzung und Synchronisation
Die deutschsprachige Synchronisation entstand nach den Dialogbuch von Katharina Lange sowie unter der Dialogregie von Iris Artajo durch die Synchronfirma Iyuno Germany GmbH.
| Rolle   | Schauspieler          | Synchronsprecher       |
| ------- | --------------------- | ---------------------- |
| Andrea  | Nicola Bello          | Oliver Szerkus         |
| Arianna | Francesca Pia Di Nola | Pia Marika Nath        |
| Eva     | Bellarch              | Katharina Schwarzmaier |
| Gloria  | Vittoria Schisano     | Philippa Jarke         |
| Marina  | Pina Turco            | Rubina Nath            |
| Pietro  | Alessio Lapice        | Nicolás Artajo         |
| Segio   | Giuseppe Zeno         | Jaron Löwenberg        |

## Produktion
Die Dreharbeiten begannen im März 2023 und fanden hauptsächlich in Lecce, im Salento und in Neapel statt. Die Serie wurde von Banijay Studios produziert. Regie führte Ivan Cotroneo. In der Hauptrolle spielen Vittoria Schisano, Giuseppe Zeno, Pina Turco, Alessio Lapice und Nicola Bello. Die Musik der Serie komponierte Gabriele Roberto. Die Serie wurde am 29. Mai 2024 weltweit auf Netflix veröffentlicht.